# Parker's Notch
 (août 2024).
Pour les articles homonymes, voir Parker.
Parker's Notch, du nom de l'ancien commissaire des Territoires du Nord-Ouest, John Havelock Parker, est une saillie des Territoires du Nord-Ouest vers le sud dans le Nunavut, sur l'île Victoria. Dans les Territoires du Nord-Ouest, la saillie fait partie de la région d'Inuvik et de la région de Kitikmeot au Nunavut.

## Description
Parker's Notch est situé sur la péninsule de Wollaston, dans le sud-ouest de l'île Victoria. L'entaille dépasse au sud du 70e parallèle nord et englobe la majeure partie du lac Quunnguq,.

## Formation
Parker's Notch est créée à la suite de la Convention définitive des Inuvialuit (IFA). L'accord, signé le 5 juin 1984 après dix ans de négociations, institue la région désignée des Inuvialuit. Aux termes de l'accord, les Inuvialuit obtiennent le contrôle légal de 91 000 km2 de terres, y compris les droits souterrains de 13 000 km2 de pétrole, de gaz et de minéraux. De plus, les Inuvialuit obtiennent le droit de chasse et de récolte sur tout le territoire revendiqué. Ils sont également devenus responsables de la gestion de la vie sauvage, en devenant membre d'une équipe de gestion de la faune et de la flore en collaboration avec le gouvernement. En échange, les Inuvialuit renoncent à l'usage exclusif de leurs terres,.
L'accord fixe également la frontière entre la région inuvialuit et les Territoires du Nord-Ouest. L'accord frontalier prévoit une bande de terre sur la ligne est-ouest de l'île Victoria qui engloberait le lac Quunnguq. Le lac Quunnguq était un lieu de chasse et de pêche traditionnel pour les Inuvialuit et a été inclus dans la CDI pour protéger leur accès au lac. L'encoche a ensuite été réaffirmée dans la Loi sur le Nunavut de 1993.